# Lago Fallère
Il Lago Fallère (pron. fr. AFI: [falɛʁ] - in francese, lac Fallère) si trova in Valle d'Aosta nelle Alpi Pennine.

## Caratteristiche
Situato a quota 2.415 m ai piedi del mont Fallère, il lago Fallère è uno specchio d'acqua nel quale si specchia l'intero gruppo del Rutor, con i suoi ghiacciai. 
Si trova lungo il percorso del Tour du Mont Fallère.

## Accesso al lago
Il lago si può raggiungere partendo dal rifugio Mont Fallère in circa un'ora. In alternativa può essere raggiunto partendo da Thouraz località di Sarre, oppure da Vétan-Villette, frazione di Saint Pierre: quest'ultimo percorso è il più breve e richiede il superamento di 675 m di dislivello, per 2 ore e 10 min di cammino.